# 建設通信新聞
建設通信新聞（けんせつつうしんしんぶん、英: Architectures,Constructions & Engineerings News（Daily））は、日本で発行されている建設専門紙。日刊建設工業新聞と並び二大全国紙とされる。1950年に設立され、本社所在地は東京都千代田区。

## 概要
建設通信新聞は建設産業界の情報を提供しており、幅広い読者に向けて情報を発信している。ブランケット判で発行されている。新聞発行の他、「月刊 建設工事の動き」ならびに建設産業関係の出版物の発行も手がける。

## 歴史
- 昭和2年 『日刊土木建築資料新聞』を創刊

- 戦時下の新聞統制で休刊 -
- 昭和25年 建設通信社を設立。『写真版・建設通信』（旬刊）を創刊
- 昭和26年 旬刊から日刊に変更
- 昭和27年

株式会社化し日刊建設通信新聞社に社名変更
チラシ型から横型タブロイド判に変更
「建設論評」欄を開始
- 昭和28年 関西支社を開設
- 昭和30年 九州支社を開設
- 昭和31年 中部支社、中国支局を開設
- 昭和32年 北海道支局を開設
- 昭和34年 横型タブロイド判からブランケット判に変更
- 昭和35年 創刊10周年を記念して「建設大臣杯オール建設人ゴルフ大会」をスタート
- 昭和39年 東北支社、新潟支局を開設
- 昭和48年 北陸支局、四国支局を開設
- 昭和58年 横浜支局を開設
- 昭和59年 創刊10000号を発行
- 昭和63年 日刊建設通信新聞社に社名変更
- 平成5年 北関東支局を開設
- 平成7年

業務拡大に伴い、本社屋を港区西新橋から千代田区神田錦町に移転
東関東支局を開設、1本社4支社8支局態勢が整う
- 平成9年 ウェブサイト「kensetunews.com」を開設
- 平成12年 創刊50周年
- 平成15年 創刊15000号を発行
- 平成22年 創刊60周年
- 平成23年 『建設通信新聞電子版』をリリース
- 平成26年 新しい建設情報サービス『建設通信Digital』をリリース
- 令和2年 創刊70周年
- 令和6年 創刊20000号を発行
- 令和7年 創刊75周年